# Eggersdorf bei Graz
Eggersdorf bei Graz  är en ort och kommun i Österrike. Den ligger i distriktet Graz-Umgebung i förbundslandet Steiermark, 130 km söder om huvudstaden Wien. Den nuvarande kommunen bildades 2015 vid en kommunreform i Steiermark genom en sammanslagning av kommunerna 
Brodingberg, Eggersdorf bei Graz, Hart-Purgstall och Höf-Präbach.
Den består av nio orter (Ortschaften) (inom parentes invånarantal 1 januari 2024):

- Brodersdorf (513)
- Brodingberg (382)
- Edelsbach bei Graz (479)
- Eggersdorf bei Graz (2 074)
- Hart bei Eggersdorf (660)
- Haselbach (398)
- Höf (1 154)
- Präbach (396)
- Purgstall bei Eggersdorf (1 187)